# Ajet.com
A Ajet.com foi uma companhia aérea cipriota de baixo custo que operava voos regulares e charter entre Chipre e muitos destinos europeus. Tinha sua sede no Aeroporto Internacional de Lárnaca, em Larnaca. Sua base principal era Aeroporto Internacional de Lárnaca.

## História

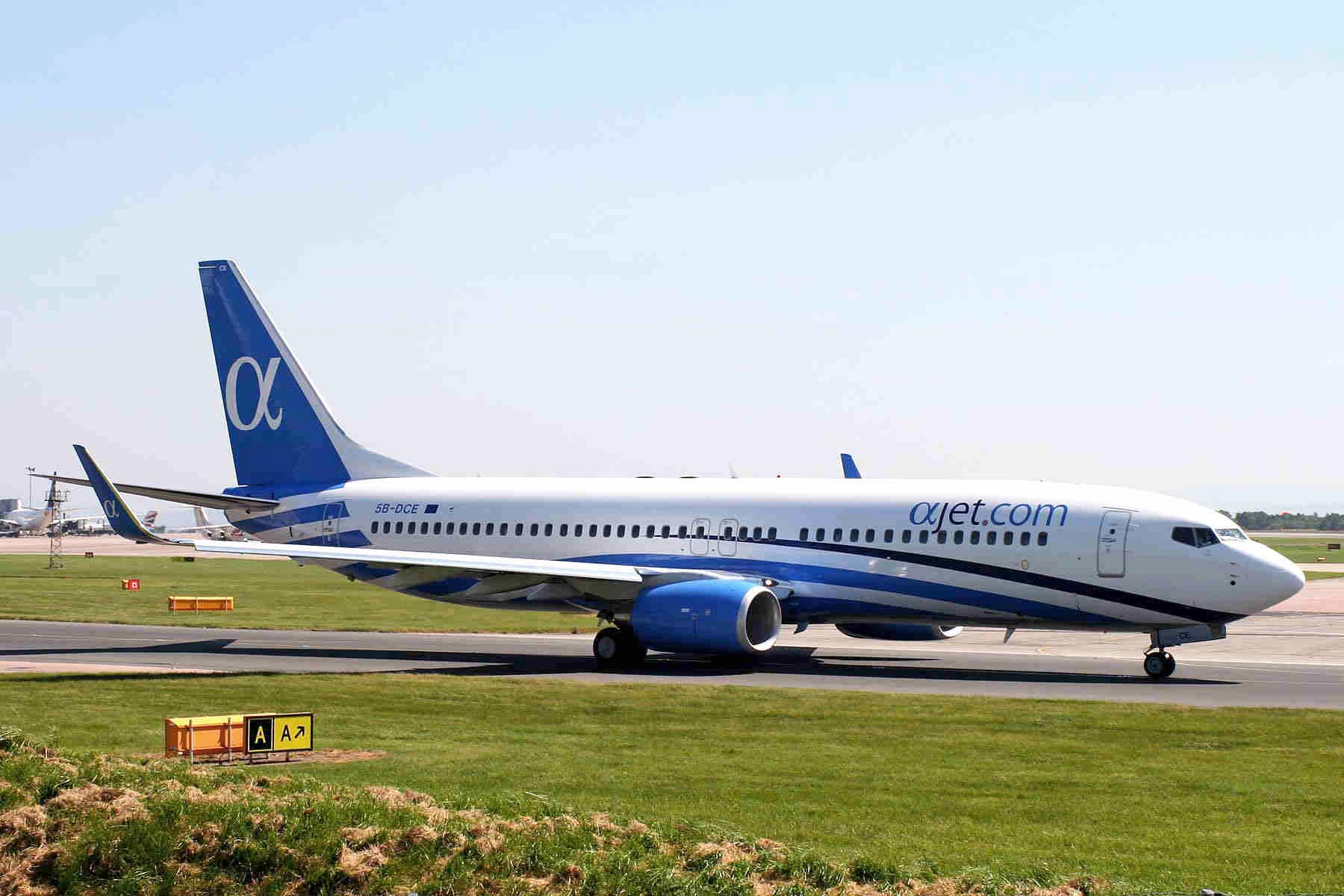
Um Boeing 737-800 da Ajet.com

Em 14 de março de 2006 a Helios Airways seria renomeada para Ajet e retirar-se-ia das operações programadas. Em resposta aos rumores, a Ajet anunciou, em 30 de outubro de 2006, a cessação das suas operações durante o período de 90 dias. O governo do Chipre exigiu que os impostos atrasados fossem pagados imediatamente. Além disso, os fornecedores privados exigiram que fossem pagos em dinheiro por quaisquer outros bens e serviços fornecidos à empresa. Em 31 de outubro de 2006, a companhia anunciou a cessação imediata das suas operações. Em 11 de novembro de 2006 o site da Ajet anunciou que o Governo do Chipre "havia detido ilegalmente o Boeing 737 da Ajet e congelado as contas bancárias da companhia", o que estava em "contravenção direta ao bem-sucedido recurso apresentado pela Ajet no Tribunal Distrital, prejuízo financeiro para a companhia". Consequentemente, a Ajet anunciou que todos os voos que estavam programados para serem operados por outras companhias aéreas gregas para todos os destinos da Ajet, fecharia e suspenderia todos os voos a partir de 6 de novembro de 2006 e que os passageiros teriam de tomar as suas próprias disposições.
Todos os voos da Ajet foram suspensos a partir de 1 de novembro de 2006.
Por mais de um mês a Ajet vôo fazendo fretamentos até dezembro quando seu ultimo avião foi devolvido.

## Frota

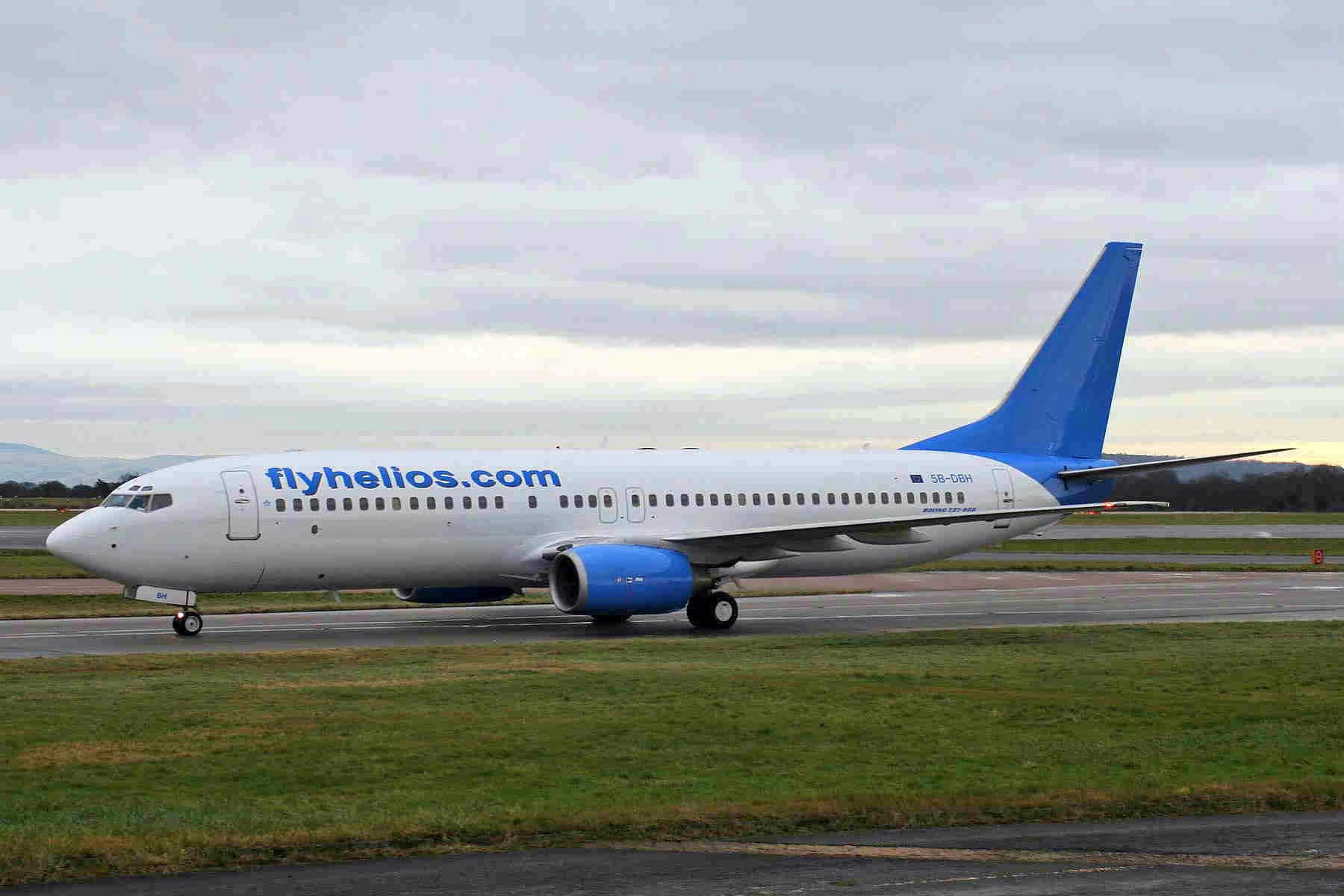
Primeira aeronave da a Ajet ainda com pintura da helios 5B-DBH

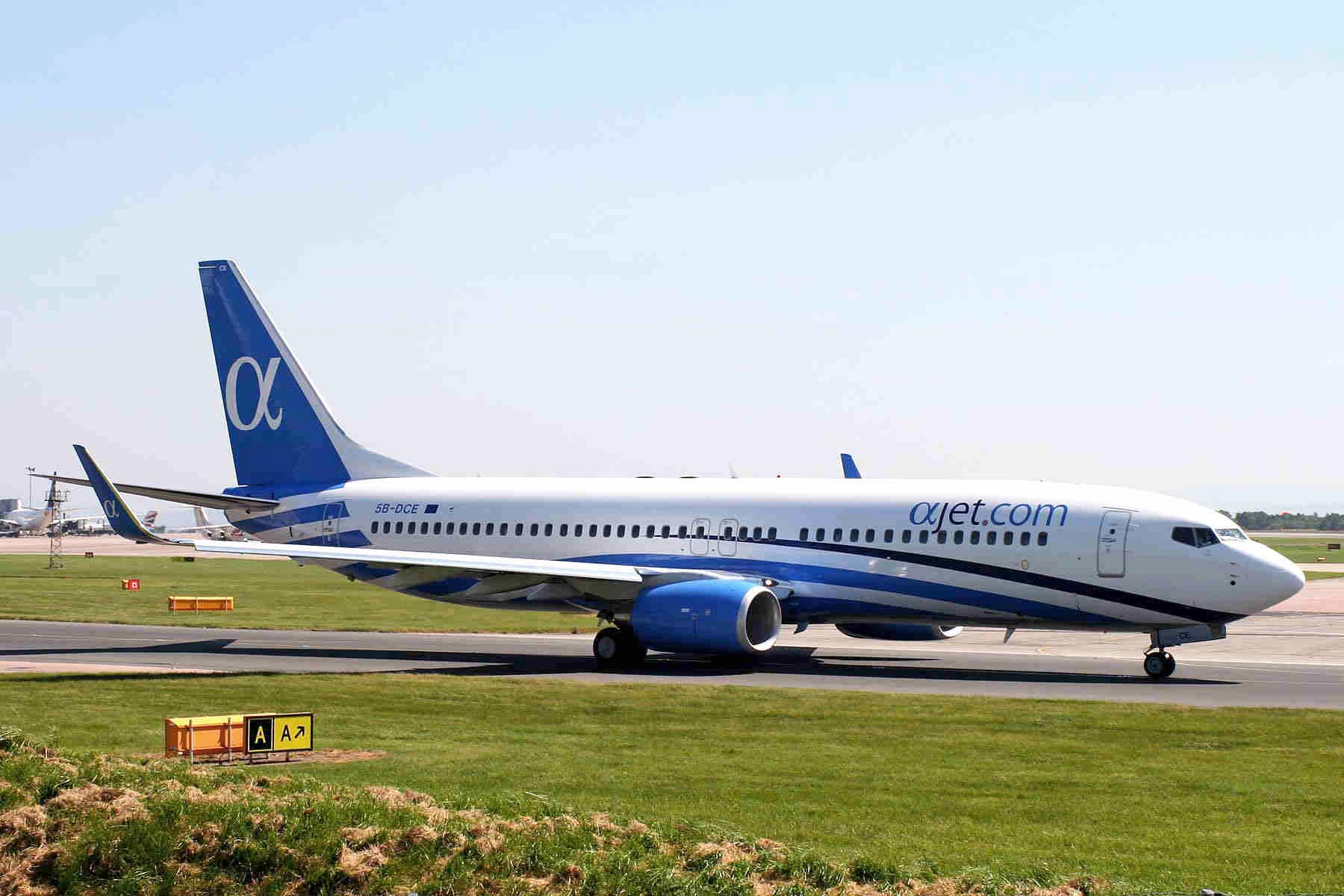
Segundo avião a ser entregue a Ajet 5B-DCE

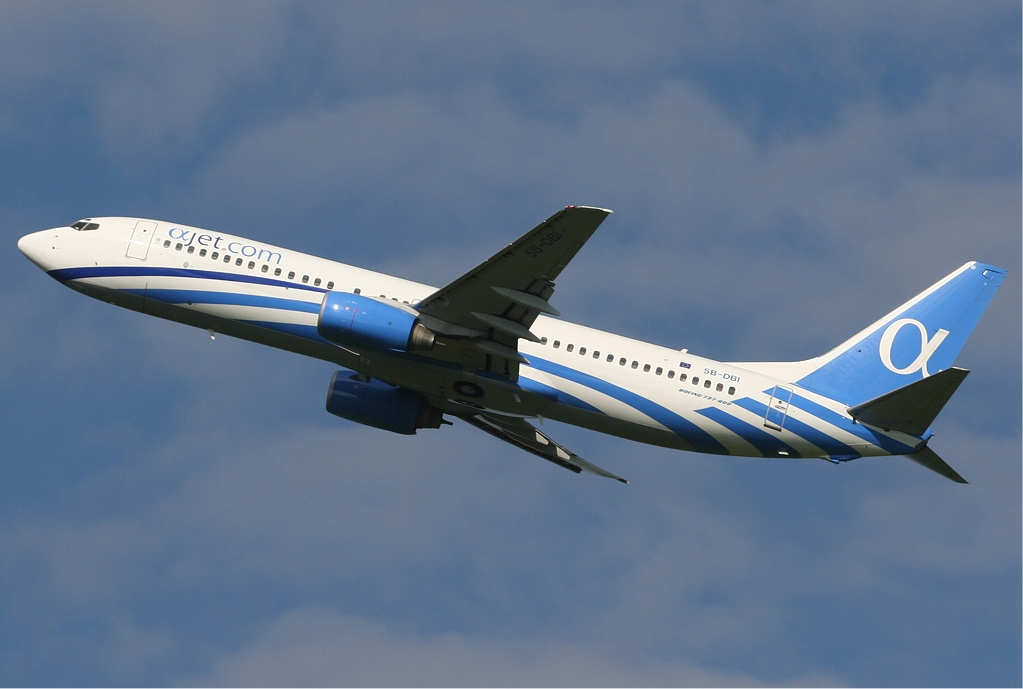
Última aeronave a ser entregue e a última a sair da empresa 5B-DBI

| Aeronave         | Total | Pedidos | Passageiros | Passageiros | Passageiros | Notas                                           |
| Aeronave         | Total | Pedidos | B           | E           | T           | Notas                                           |
| ---------------- | ----- | ------- | ----------- | ----------- | ----------- | ----------------------------------------------- |
| Boeing 737-800NG | 3     | _       | —           | —           | 162         | 5B-DCE e o 5B-DBI Ficaram até o fim da empresa. |